# Alex Newhook
Alex Newhook (San Juan de Terranova, Terranova y Labrador, 28 de enero de 2001) apodado Newy, es un jugador profesional canadiense de hockey sobre hielo que se desempeña en la posición de centro en Montreal Canadiens, equipo de la National Hockey League (NHL).

## Carrera
Fue seleccionado en la primera ronda en la NHL Entry Draft de 2019. Hizo su debut profesional con el equipo Colorado Avalanche, en el cual jugó tres temporadas (2020-2023), después pasó a Montreal Canadiens, donde lleva jugando una temporada.